# The Pink Phink
The Pink Phink es un cortometraje animado de 1964 dirigido por Friz Freleng. Fue el primer cortometraje de La Pantera Rosa y fue distribuido por United Artists y producido por DePatie-Freleng Enterprises. El corto ganó un Óscar al mejor cortometraje animado en la 37.ª ceremonia de entrega de los Premios Óscar.

## Argumento
La Pantera Rosa y un pintor coloquialmente conocido como El Hombrecillo, compiten por pintar una casa de azul o rosa. Cada vez que el Hombrecillo pinta un objeto de azul, la Pantera ingeniosamente contraarresta esto pintando el objeto de rosa. Al final, el exasperado Hombrecillo termina pintando de rosa la casa entera, después de intentar acabar con la Pantera disparándole repetidamente, y enterrando la pintura rosa bajo tierra, la cual "brota" y hace que crezcan flores, césped y árboles rosa, con el cielo, las nubes e incluso el sol transformándose rosa. La Pantera Rosa se muda en la casa, sin antes pintar al frustrado Hombrecillo completamente de rosa.

## Premio Óscar
The Pink Phink fue el primer y único episodio en ganar el Óscar al Mejor Cortometraje Animado de la serie. El corto marcó la primera vez que un estudio, en este caso DePatie-Freleng Enterprises, ganara un Óscar en su primera producción. También es el único corto de la Pantera Rosa que ganó un Óscar.

## En la cultura popular
- Un episodio de la serie animada El laboratorio de Dexter, titulado A Silent Cartoon, es un homenaje a este corto, en el cual, Dexter (haciendo el rol del Hombrecillo) intenta pintar su laboratorio de azul, mientras que su hermana DeeDee trata a través de ingeniosas maneras pintarlo de rosa.
- En la serie de 2010 Pink Panther and Pals, una escena del episodio A Pinker Tomorrow, en la cual la Pantera Rosa engaña a Big Nose (el Hombrecillo) de pintar una casa azul, es un homenaje a este corto, solo que en un ambiente futurístico.